# Feroslitine
Feroslitine ili ferolegure  slitine su željeza i jednog ili više drugih elemenata (osim ugljika), ponajprije metala (mangana, kroma, molibdena, volframa, vanadija), te silicija, fosfora, kalcija i bora. Maseni udio željeza iznosi u njima manje od 50%, a često je i mnogo manji; tako u ferokromu iznosi oko 25%, ferosiliciju oko 10%, a u feromanganu oko 5%.
Nazivaju se prema kemijskim elementima koji se dodaju željezu (lat. ferrum - željezo + ime elementa).

## Svojstva i upotreba
Feroslitine su krte i neprikladne za izravnu primjenu, ali su obično nižeg tališta od metala koji se nalazi uz željezo, pa služe kao sredstva za dodavanje drugih elemenata u taline čelika i lijevanog željeza radi legiranja (ferovanadij) i smanjenja udjela ili uklanjanja nepoželjnih sastojaka kao što su kisik, sumpor i dušik (postupak dezoksidacije ferosilicijem).
Katkad se ta oba učinka mogu istodobno postići dodavanjem samo jednog elementa; tako mangan kao legirajući element povećava otpornost prema trošenju i istodobno služi kao sredstvo za odsumporavanje. Elementi se u obliku feroslitina mogu jednostavnije, preciznije i sigurnije dodavati talinama, osobito kada se dodaju inače hlapljivi ili po zdravlje i okoliš štetni elementi.
Svojstva legiranih materijala rezultat su ukupnog utjecaja prisutnih sastojaka na mikrostrukturu, pa se povoljan odnos svojstava materijala, kao što su tvrdoća i elastičnost, može postići tek primjenom prikladne mješavine elemenata. Osim za legiranje i uklanjanje nepoželjnih sastojaka čelika i lijevanog željeza, feroslitine se mogu upotrijebiti i za redukciju metalotermijom, npr. s pomoću feroslitine koja uz željezo sadrži silicij, kalcij i magnezij.